# Sa nhân đỏ
Sa nhân, sa nhân đỏ, sa nhân thầu dầu, dương xuân sa hay mè tré bà (danh pháp hai phần: Wurfbainia villosa) là loài thực vật thuộc họ Gừng. Nó được João de Loureiro mô tả lần đầu tiên theo mẫu thu thập tại Quy Nhơn và Phú Yên dưới danh pháp Amomum villosum. Năm 2018 Jana Leong-Škorničková và Axel Dalberg Poulsen chuyển nó sang chi Wurfbainia.

## Phân bố
Bangladesh, Campuchia, Lào, Myanmar, Thái Lan, Trung Quốc (trung nam và đông nam, bao gồm Phúc Kiến, Quảng Đông, Quảng Tây, Vân Nam), Việt Nam. Môi trường sống là rừng, được gieo trồng ở nơi ẩm ướt và có bóng râm trong rừng thưa; ở cao độ 100–800 m.
Loài này được trồng ở khắp vùng Đông Nam Á và Hoa Nam.

## Phân loài, thứ
- Wurfbainia villosa var. villosa (nguyên chủng, đồng nghĩa: Amomum echinosphaera): Bangladesh, Campuchia, Lào, Thái Lan, Trung Quốc (trung nam, đông nam), Việt Nam.
- Wurfbainia villosa var. xanthioides (Wall. ex Baker) Škorničk. & A.D.Poulsen, 2018 (đồng nghĩa: Amomum villosum var. nanum, Amomum villosum var. xanthioides, Amomum xanthioides, Wurfbainia villosa var. nana): Myanmar, Trung Quốc (đông nam, trung nam). Du nhập vào Lào.

## Mô tả
Cây cao (1-)1,5–3 m. Thân rễ mọc nhô cao trên mặt đất, được bọc trong các bẹ màu nâu, giống như vảy. Lá không cuống hoặc gần như không cuống; bẹ lá có các mảng hình vuông như lưới, lõm xuống; lưỡi bẹ hình bán nguyệt, 3–5 mm; phiến lá hình mũi mác đến thẳng, 25-35 × 3–7 cm, nhẵn nhụi, đáy thuôn tròn, đỉnh hình đuôi. Cụm hoa dạng bông, hình elipxoit; cuống 4–8 cm, các bẹ giống như vảy màu nâu hoặc xanh lục, hình elip; lá bắc hình mũi mác, khoảng 1,8 cm × 5 mm; lá bắc con hình ống, khoảng 1 cm. Đài hoa màu trắng, khoảng 1,7 cm, hơi có lông tơ, đỉnh 3 răng. Ống tràng hoa khoảng 1,8 cm; các thùy màu trắng, hình trứng ngược thuôn dài, 1,6–2 cm × 5–7 mm. Cánh giữa môi dưới màu trắng với gân giữa màu vàng nhuốm màu tía, 2 đốm màu tía ở đáy và đỉnh màu vàng, hình tròn-hình thìa, rộng 1,6–2 cm, gân giữa lồi, đáy co hep lại thành vuốt, đỉnh uốn ngược, 2 khe. Chỉ nhị 5–6 mm; bao phấn khoảng 6 mm; phần phụ liên kết 3 thùy, thùy trung tâm hình bán nguyệt, khoảng 3 × 4 mm, các thùy bên có tai. Bầu nhụy có lông tơ màu trắng. Quả nang màu tía, xanh lục hoặc ánh nâu khi thuần thục và còn tươi, màu nâu khi khô, hình elipxoit, 1,5-2 × 1,2–2 cm, với các gai phân nhánh hoặc đơn giản, mềm. Hạt nhiều góc cạnh, mùi thơm nồng. Ra hoa tháng 5-6, tạo quả tháng 8-9.

## Sử dụng
Hạt sa nhân đỏ sau khi chín sẽ khô và có mùi thơm nồng, được dùng làm gia vị và làm thuốc trong đông y.

## Tên gọi khác
Tại Trung Quốc người ta gọi nó là 春砂仁  (xuân sa nhân).

## Hình ảnh

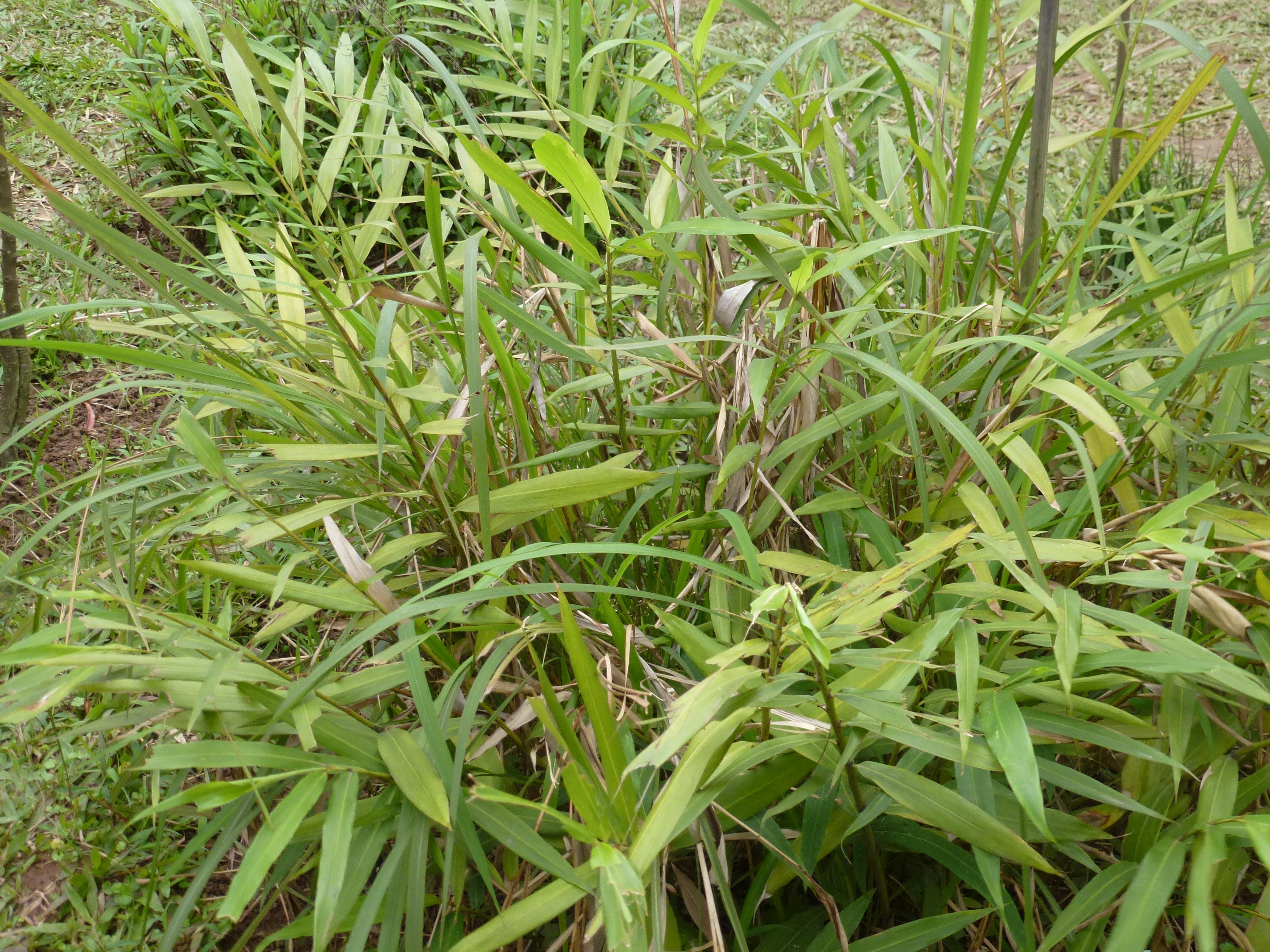
Cây sa nhân chụp tại Bảo tàng dân tộc học Việt Nam.